# PROBA-V
PROBA-V（Project for On-Board Autonomy-V）は欧州宇宙機関(ESA)によって2013年5月7日に打ち上げられた人工衛星。小型の技術実証衛星PROBAシリーズから派生した地球観測衛星であり、地球表面の植生観測を主任務とする。また4つの技術実証ペイロードを併せて搭載しており、技術実証衛星としての役割も担う。衛星名の「V」はVegetationを指す。

## 概要
PROBA-Vの主要な任務はグローバルかつ高頻度な植生観測であり、SPOT4号および5号に搭載された光学センサVegetation (VGT)によって15年間に亘り続けられてきたデータ蓄積を、同様のセンサーによる観測で引き継ぐことである。取得された植生データは気候変動・森林破壊などの環境問題から、作物の生育状況モニタによる農業研究, 土地被覆, 植生分類, 飢餓予測, 食料安全保障, 災害監視, 生物圏研究(biosphere study)まで幅広く活用される。
PROBA-Vは当初, SPOT-5衛星とSentinel 3A, 3B衛星との間の観測ギャップを埋める目的で立案された。その後, Sentinel 3シリーズの遅れと仕様変更のため, PROBA-Vは単なるギャップ補完目的ではなく, Vegetationセンサーの後継の位置づけとなった。
2013年5月7日にヴェガロケット2号機によって、ベトナムの光学画像衛星VNREDSat-1Aと共にギアナ宇宙センターから打ち上げられた。投入軌道は傾斜角98.8度の太陽同期軌道で、地方昇降時10：30～11：30の午前軌道が計画されている。
衛星のミッションコントロールはベルギーのルデュ地上局、観測データのダウンリンクはキルナとフェアバンクスの地上局がそれぞれ担当する。

## 観測機器
- マルチチャンネル分光放射計 Vegetation Instrument - PROBA (VGT-P)

SPOT衛星4号・5号に搭載されたVegetationの改良型であり、PROBAの筐体に収まるようコンパクトに再設計されている。可視光から短波長赤外線までの波長領域(447～1650nm)にわたる4バンドで観測を行い、地表解像度は観測波長によって1km～300m。観測幅は最大2285kmと広く、1日あたり地球表面の90％を撮像可能となっており、とくに緯度35度以上については1日に100％をカバーする。
| PROBA-V Vegetation センサー                      | 仕様                                      |
| ------------------------------------------------ | ----------------------------------------- |
| 3 compact, 広視野, 3-mirror Astigmatic telescope | (3x 34.6°) x 5.5°                         |
| 可視・近赤外 (VNIR) デテクタ                     | 3x 5200 ピクセル, 13 μm                   |
| 青バンド                                         | 447–493 nm                                |
| 赤バンド                                         | 610–690 nm                                |
| 近赤外                                           | 777–893 nm                                |
| 可視・近赤外の地表分解能                         | 1/3 km                                    |
| 短波長赤外 (SWIR) デテクタ                       | 3x 1024 ピクセル, butted InGaAs detectors |
| 短波長赤外バンド                                 | 1570–1650 nm                              |
| 短波長赤外の地表分解能 SWIR                      | 2/3 km                                    |

For more detailed specifications and the resulting products that are available to the users, see 